# De tre Muskedonnere
De tre Muskedonnere er en amerikansk stumfilm fra 1922 af Max Linder.

## Medvirkende
- Max Linder som Dart-In-Again
- Bull Montana som Li'l Cardinal Richie-Loo
- Frank Cooke som Louis XIII
- Jobyna Ralston som Constance Bonne-aux-Fieux